# Iliomar II
Iliomar II ist ein osttimoresischer Suco im Verwaltungsamt Iliomar (Gemeinde Lautém).

## Geographie
Vor der Gebietsreform 2015 hatte Iliomar II eine Fläche von 18,59 km². Nun sind es 18,85 km². Der Suco liegt im Süden des Verwaltungsamts Iliomar an der Timorsee. Den südlichsten Punkt bildet das Kap Ponta Imá. Im Westen liegt der Suco Iliomar I, im Norden der Suco Aelebere und im Osten, jenseits des Flusses Lihulo, der Suco Tirilolo. Der Grenze zu Aelebere folgt die südliche Küstenstraße, eine der Hauptverkehrsachsen des Landes, die hier landeinwärts schwenkt und weiter nach Lospalos führt.
Die zwei größten Siedlungen im Suco liegen zum Teil auch auf dem Gebiet von anderen Sucos. Im Norden befindet sich Iliomar, der Hauptort des Verwaltungsamts, der auch auf den Gebieten der Sucos Aelebere und Iliomar I liegt. In diesem Siedlungszentrum gibt es eine Grundschule, eine Schule zur Vorbereitung auf die Sekundärstufe, ein kommunales Gesundheitszentrum und einen permanenten Hubschrauberlandeplatz. Südlich liegen die Dörfer Acara und Vatamar (Uatamar, Uatamatar).
Iradarate (Iradaruta) liegt zum Teil auch auf dem Gebiet des Sucos Iliomar I. Hier befinden sich eine Grundschule und ein Hubschrauberlandeplatz für Notfälle. Westlich von Iradarate befindet sich das Dorf Iraluruto. Außerdem liegen im Osten die Orte Boquila (Buquila) und Laimata. Im Westen des Sucos liegen die Dörfer Madarira (Madaraira), Lihina und Lalomato.
In Iliomar II befinden sich die fünf Aldeias Acara, Boquila, Caidabu, Lihina und Madarira.

## Einwohner
In Iliomar II leben 724 Einwohner (2022), davon sind 356 Männer und 368 Frauen. Im Suco gibt es 217 Haushalte. Fast 99 % der Einwohner geben Makalero als ihre Muttersprache an. Eine Minderheit spricht Tetum Prasa.

## Geschichte
Die Siedlung wurde vermutlich um 1894 gegründet.

## Politik
Bei den Wahlen von 2004/2005 wurde Adolfo Pinto Ximenes zum Chefe de Suco gewählt und 2009 in seinem Amt bestätigt. Bei den Wahlen 2016 gewann Adelino Barreto.

## Persönlichkeiten
- Lere Anan Timur (* 2. Februar 1952 in Acara), Oberbefehlshaber der Verteidigungskräfte Osttimors (F-FDTL)